# Mandaree
Mandaree is een plaats (census-designated place) in de Amerikaanse staat North Dakota, en valt bestuurlijk gezien onder McKenzie County.

## Demografie
Bij de volkstelling in 2000 werd het aantal inwoners vastgesteld op 558.

## Geografie
Volgens het United States Census Bureau beslaat de plaats een oppervlakte van
28,9 km², geheel bestaande uit land. Mandaree ligt op ongeveer 663 m boven zeeniveau.

## Plaatsen in de nabije omgeving
De onderstaande figuur toont nabijgelegen plaatsen in een straal van 44 km rond Mandaree.